# Terratrèmol d'Arica de 1615
El terratrèmol d'Arica de 1615 ser un sisme registrat el 16 de setembre de 1615. El seu epicentre es va localitzar a 18° 30′ 00″ S, 70° 21′ 00″ O / 18.500°S,70.350°O, enfront de les costes d'Arica, llavors sota la jurisdicció del Virregnat del Perú (actualment Xile). Va tenir aproximadament una magnitud de 8,8 en l'escala sismològica de Richter. No va ocasionar víctimes, encara que sí quantiosos danys materials.
En Arica hi havia llavors un fort amb artilleria, que protegia «la gran caleta» (avui port) de l'amenaça dels corsaris i pirates. Onze anys enrere, la regió ja havia suportat un ferotge terratrèmol, acompanyat d'un sisme submarí, que va causar una gran quantitat de víctimes.
El sisme va passar «un quart d'hora abans del vespre». Es va esfondrar l'Església Major d'Arica, així com els nous edificis construïts després del terratrèmol de 1604, mentre que altres van quedar severament afectats (entre ells el fort, el polvorí, l'hospital i el convent de La Nostra Senyora de les Mercès). Més greus van ser els danys soferts a Tacna, on va quedar en runes l'Església i es van desplomar totes les cases de cal i tova. Les rèpliques es van succeir en els següents dies, atemorint a la població. No hi va haver víctimes ni danys provocats per la mar.